# Вест Бромич
Вест Бромич (енгл. West Bromwich) је град у Уједињеном Краљевству у Енглеској. Према процени из 2007. у граду је живело 134.581 становника.

## Становништво
Према процени, у граду је 2008. живело 134.581 становника.
| 1981.   | 1991.   | 2001.   |
| ------- | ------- | ------- |
| 153,725 | 146,386 | 136,940 |